# Крајенка
Крајенка (пољ. Krajenka) град је у Пољској у Војводству великопољском. По подацима из 2012. године број становника у месту је био 3798.

## Становништво
| 2012. |
| ----- |
| 3.798 |